# Stylodipus sungorus
Stylodipus sungorus is een zoogdier uit de familie van de jerboa's (Dipodidae). De wetenschappelijke naam van de soort werd voor het eerst geldig gepubliceerd door Sokolov & Shenbrot in 1987.